# Поульсен, Троэльс Лунд
Троэльс Лунд Поульсен (дат. Troels Lund Poulsen; род. 30 марта 1976, Вайле) — датский политический и государственный деятель. Председатель партии «Венстре» с 18 ноября 2023 года. Заместитель председателя правительства Дании с 23 октября 2023 года. Министр обороны с 22 августа 2023 года. В прошлом — министр экономики (2022—2023), министр занятости (2016—2019), министр по делам бизнеса и экономического роста (2015—2016), министр образования (2011), министр налогообложения (2010—2011), министр окружающей среды (2007—2010). Депутат фолькетинга с 2001 года.

## Биография
Родился 30 марта 1976 года в городе Вайле в семье учителя начальной школы Оге Поульсена (Aage Poulsen) и Лисы Поульсен (Lise Poulsen).
В 1982—1992 годах учился в муниципальной школе Lindved Skole в Вайле. В 1992—1995 годах учился в гимназии Tørring Gymnasium в Тёрринге в коммуне Хеденстед.
В 1996 году поступил в Копенгагенский университет, где изучал историю до избрания в фолькетинг в 2001 году.
Является владельцем поместья «Биркехойгор» (Birkehøjgaard) в Кирке-Эскильструп на острове Зеландия, где занимается сельским хозяйством.
В 1995 году стал политическим секретарём партии «Венстре» в Кристиансборге.
В 1997 году стал председателем Venstres Ungdom — молодёжной организации партии «Венстре».
В 1998—2001 годах был координатором по связям с общественностью в компании Ørestadsselskabet, которая занималась развитием района Эрестад Копенгагена.

## Политическая карьера
По результатам парламентских выборов 2001 года избран депутатом фолькетинга в округе Юэльсминне (ныне — округ Хеденстед). Стал спикером (ordfører) партии «Венстре» по вопросам равенства и спикером по внешней политике. В последнем качестве был активным сторонником участия Дании во вторжении США и их союзников в Ирак. Переизбран на досрочных выборах 2005 года и досрочных выборах 2007 года. В 2006—2007 годах был политическим спикером партии «Венстре».
23 ноября 2007 года назначен министром окружающей среды в коалиционном правительстве под руководством премьер-министра Андерса Фога Расмуссена («Венстре»). 5 апреля 2009 года Андерс Фог Расмуссен избран генеральным секретарём НАТО и новым премьером был назначен Ларс Лёкке Расмуссен. Поульсен сохранил должность в новом коалиционном правительстве.
23 февраля 2010 года при масштабных перестановках в правительстве назначен министром налогообложения, сменил Кристиана Енсена, руководившего министерством с 2004 года.
8 марта 2011 года отправлена в отставку министр по делам беженцев, иммиграции и интеграции Бирте Рённ Хорнбек. После этого ушла в отставку министр образования Тина Недергор. При последующих перестановках в правительстве Поульсен назначен министром образования. Правительство ушло в отставку 3 октября, когда было сформировано коалиционное правительство под руководством премьер-министра Хелле Торнинг-Шмитт («Социал-демократы»).
28 июня 2015 года назначен министром по делам бизнеса и экономического роста в однопартийном правительстве меньшинства под руководством премьер-министра Ларса Лёкке Расмуссена.
28 ноября 2016 года назначен министром занятости в коалиционном правительстве под руководством премьер-министра Ларса Лёкке Расмуссена. Правительство ушло в отставку 27 июня 2019 года, когда было сформировано однопартийное правительство меньшинства под руководством премьер-министра Метте Фредериксен («Социал-демократы»).
В 2019—2022 годах, когда «Венстре» была в оппозиции, Поульсен был финансовым спикером.
15 декабря 2022 года назначен министром экономики в коалиционном правительстве под руководством премьер-министра Метте Фредериксен.
С 6 февраля 2023 года Поульсен исполнял обязанности главы Министерства обороны Дании во время отпуска по болезни министра Якоба Эллеманна-Енсена. 9 марта министром без портфеля, управляющим Министерством экономики Дании, стала Стефани Лосе. В этот период Поульсен и Лосе совместно осуществляли политическое руководство партией «Венстре».
1 августа Якоб Эллеманн-Енсен вернулся из отпуска и Поульсен вернулся на должность министра экономики.
22 августа Якоб Эллеманн-Енсен и Поульсен поменялись должностями. Поульсен стал министром обороны.
23 октября Якоб Эллеманн-Енсен объявил об немедленном уходе из политики и Троэльс Лунд Поульсен также занял должности министра экономики и заместителя премьер-министра.
25 октября объявил о выдвижении кандидатуры на выборах председателя партии «Венстре» на партийном съезде 18—19 ноября в Хернинге. 18 ноября избран новым председателем.
При перестановках в правительстве 23 ноября освобождён от должности министра экономики. Новым министром экономики стала Стефани Лосе.

## Публикации
Троэльс Лунд Поульсен является соавтором книги «Время перемен — противостояние политическому привычному мышлению» (Tid til forandring – et opgør med politisk vanetænkning, 2001). Вместе с бывшим министром обороны Сёреном Гаде написал в 2003 году книгу «Меняющийся мир» (Den forandrede verden) о вызовах безопасности Дании, оборонной политике и о роли международных организаций: ООН, НАТО и Европейского союза в ближайшем будущем.

## Личная жизнь
В течение шести лет состоял в незарегистрированном браке с политиком Софи Лёде («Венстре»). Пара рассталась в 2013 году.
С 2015 году состоит в незарегистрированном браке с юристом Анной Симонсен (Anne Simonsen). В 2018 году у пары родилась дочь Андреа (Andrea).